# Emil Näsström
Emil Erhard Näsström i riksdagen kallad Näsström i Bjästa, född 8 januari 1900 i Nätra socken, Västernorrlands län, död 28 september 1975 i Nätra, var en svensk politiker (socialdemokrat) och kommundirektör.
Näsström var ledamot av riksdagens andra kammare 1937–1940 (invald i Västernorrlands läns valkrets) och ledamot av första kammaren 1941–1968 (invald i Västernorrlands läns och Jämtlands läns valkrets). Han var 1958–1968 vice ordförande i Statsutskottet och under 1968 första kammarens ålderspresident.